# Pascal Koopmann
Pascal Koopmann (* 10. Februar 1990 in Altenberge) ist ein deutscher Fußballspieler.

## Karriere
Koopmann kam 2006 vom TuS Altenberge zu Preußen Münster. Bis 2009 wurde er in den Jugendmannschaften eingesetzt. Ab Sommer 2009 spielte er für die zweite Mannschaft. Im Frühjahr 2012 wurde er erstmals für die in der Dritten Liga spielende erste Mannschaft eingesetzt. Im Sommer 2012 unterschrieb er einen bis 2014 laufenden Profivertrag. Anschließend wechselte er in die Oberliga Westfalen zum SC Roland Beckum. Nach dem Abstieg des SC Roland in die Westfalenliga 2017 ging Koopmann zurück in seine Münsteraner Heimat und wechselte zu Borussia Münster in die Kreisliga A.